# Leucaspius delineatus

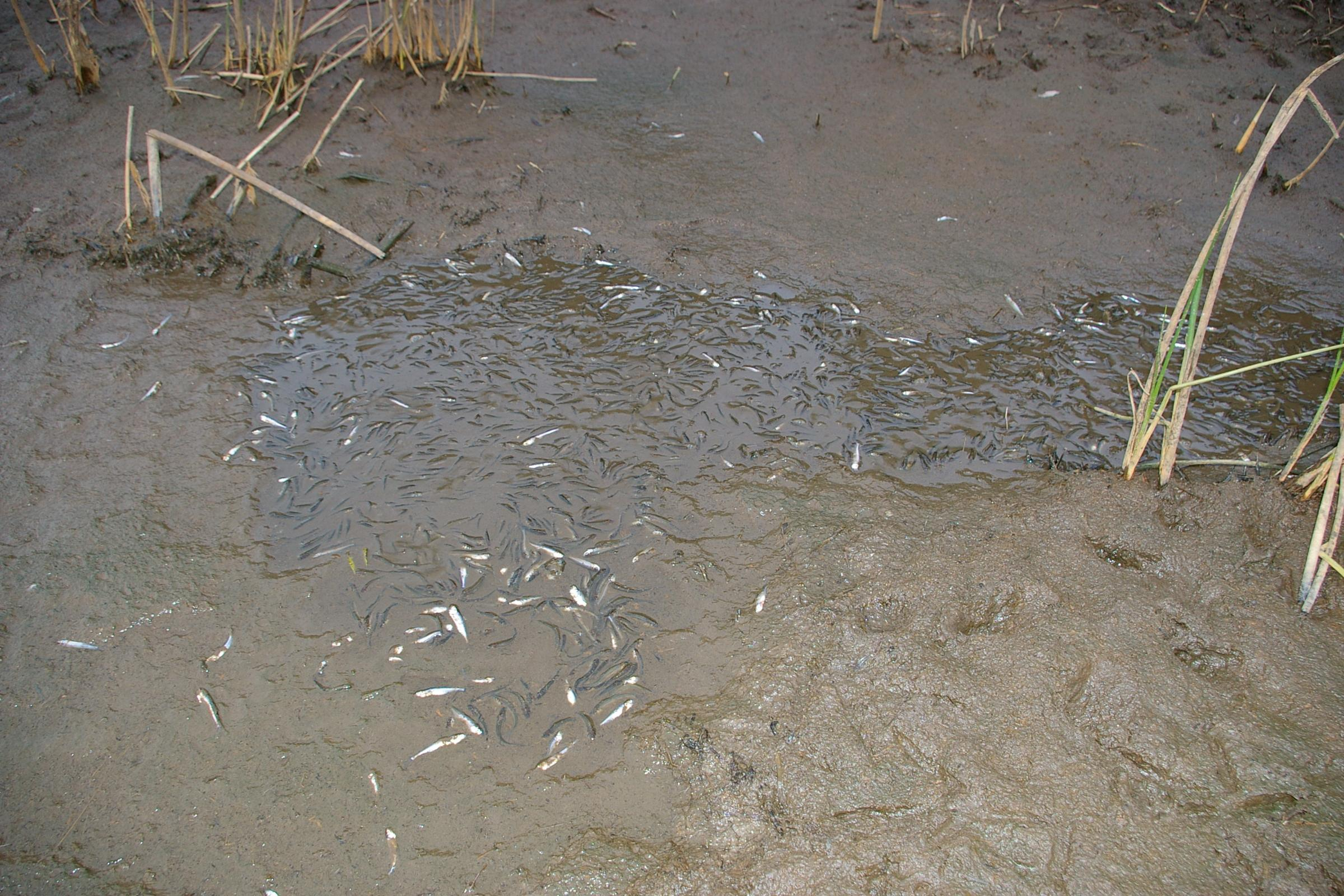
Banco de juveniles atrapados en una charca temporal.

El Leucaspius delineatus es la única especie del género Leucaspius, peces ciprínidos de agua dulce incluidos en el orden Cypriniformes, distribuida originariamente por la zona del Cáucaso en Asia, aunque invasiva de gran parte de Europa aprovechando los sistemas de canales, desde el Cáucaso hasta los Pirineos e islas británicas.

## Morfología
La talla máxima descrita es de 12 cm, para un ejemplar de dos años que es lo máximo que viven. Tiene dos espinas en la aleta dorsal y 3 en la aleta anal, siendo muy característica una banda de intenso color plateado a cada lado, producido por unas escamas color plata que se desprenden con facilidad si el pez es cogido con la mano.

## Hábitat y forma de vida
Vive preferentemente en lagos y curso bajo de los ríos, así como en charcas sólo conectadas a los ríos durante las inundaciones o incluso no conectadas nunca a ríos, donde no tiene apenas depredadores. En la actualidad se encuentra colonizando los ríos de gran parte del norte de Europa; de la facilidad con que lo hace nos da una idea su nombre común en alemán que podríamos traducir como "pequeño sin-madre", llamado así porque sus huevos resisten largo tiempo al aire, por lo que depositados sobre las plantas acuáticas pueden ser transportados pegados a las patas de aves anátidas hasta lagos y ríos alejados donde surge una generación sin que en esos sitios se hubiesen visto antes ejemplares adultos.
Se alimenta principalmente de zooplancton e insectos terrestres y tienen comportamiento gregario.
Desova ya en su primer año de vida, cuando la temperatura llega a los 16 °C, pudiendo las hembras desovar con una frecuencia de una vez cada tres semanas; los machos son territoriales, limpian el sitio de la puesta y después se encargan de la vigilancia de los huevos, que quedan adheridos en ristras a las raíces de la vegetación acuática o a objetos flotantes a la deriva.

## Uso industrial
Antiguamente, las escamas de esta especie eran usadas para producir la llamada Esencia de Oriente, utilizada en la industria de joyería para el revestimiento de las perlas artificiales, a las que daba su brillo perlado. Su pesca no tiene interés en la actualidad, aunque puede encontrarse como ornamental en grandes acuarios públicos, no siendo recomendado para acuarios caseros pues al ser tan gregario debe vivir en un grupo numeroso y en acuario de grandes dimensiones.